# Patrik Dobrić
Patrik Dobrić (* 28. April 2001 in Zagreb) ist ein kroatischer Eishockeyspieler, der seit 2021 für den KHL Sisak in der International Hockey League und der kroatischen Eishockeyliga spielt.

## Karriere
Patrik Dobrić begann seine Karriere als Eishockeyspieler in seiner Geburtsstadt Zagreb im Nachwuchsbereich des KHL Mladost Zagreb. Er spielte aber daneben auch im Juniorenteam von KHL Medveščak Zagreb in der Erste Bank Young Stars League und für das Team Zagreb in der IntHL U18. In der Spielzeit 2017/18 kam er auch zu ersten Einsätzen in der International Hockey League. 2018 zog es ihn nach Kanada. Dort verbrachte er zwei Jahre in der Pacific Coast Academy und wurde 2020 in das All-Academic-Team der Canadian Sport School Hockey League gewählt. Die Spielzeit 2020/21 verbrachte er wieder bei Mladost Zagreb und wurde mit dem Klub am Saisonende kroatischer Meister. Anschließend wechselte er zum KHL Sisak, mit dem er in der International Hockey League und der kroatischen Eishockeyliga spielt. 2022 wurde er Topscorer und Torschützenkönig der International Hockey League.

### International
Für Kroatien nahm Dobrić im Juniorenbereich an den Division-II-Turnieren der U18-Weltmeisterschaften 2017, 2018 und 2019, als er zum besten Spieler seiner Mannschaft gewählt wurde, sowie der U20-Weltmeisterschaften 2018, 2019 und 2020 teil. 
Im Herrenbereich stand er erstmals im Aufgebot seines Landes beim Turnier der Division I der Weltmeisterschaft 2022. Auch bei den Weltmeisterschaften 2023 und 2024, als der Aufstieg in die Division I gelang, spielte er in der Division I. Zudem vertrat er seine Farben bei der Olympiaqualifikation für die Winterspiele in Mailand 2026.

## Erfolge und Auszeichnungen
- 2020 All-Academic-Team der Canadian Sport School Hockey League U18
- 2021 Kroatischer Meister mit dem KHL Mladost Zagreb
- 2022 Topscorer und Torschützenkönig der International Hockey League
- 2024 Aufstieg in die Division I, Gruppe B, bei der Weltmeisterschaft der Division II, Gruppe A